# Уистер, Оуэн
Оуэн Уистер (англ. Owen Wister; 14 июля 1860, Филадельфия, США — 21 июля 1938, Саундерстаун, США) — американский писатель. Автор книг в жанре вестерн.

## Биография

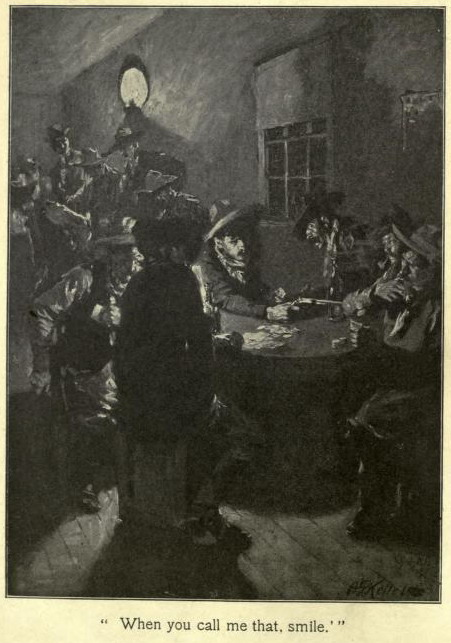
«Улыбайся, когда называешь меня так!» Иллюстрация Артура Келлера к роману «Виргинец»

Оуэн Уистер родился 14 июля 1860 года в Филадельфии. Его отец Оуэн Джонс Уистер был преуспевающим врачом. Его мать Сара Батлер Уистер была дочерью актрисы Фрэнсис Энн (Фанни) Кембл.
После окончания школы Сент-Пол (Конкорд) Оуэн Уистер поступил в Гарвардский университет, где учился вместе с будущим президентом США Теодором Рузвельтом. Уистер окончил университет в 1882 году. Сначала он хотел стать музыкантом и два года проучился в Парижской консерватории. Потом он недолго работал в нью-йоркском банке. В 1888 году он окончил Гарвардскую юридическую школу и практиковал в Филадельфии.
В 1885 году Уистер впервые приехал на Запад, в Вайоминг. Как и его друг Рузвельт, Уистер был очарован культурой и природой этого региона. В 1893 году во время поездки в Йеллоустон он познакомился с художником Фредериком Ремингтоном, который создавал картины на темы Дикого Запада.
Уистер начал литературную карьеру в 1891 году. Его самое известное произведение — роман в жанре вестерна «Виргинец» (The Virginian, 1902), повествующий о ковбое, который приехал в Вайоминг с Юга. Главный герой по прозвищу Виргинец влюбляется в учительницу Молли Вуд и вступает в противостояние с местным злодеем. Кроме этого, Уистер издал ещё несколько сборников стихов и рассказов, а также биографии президентов США Улисса Гранта и Теодора Рузвельта.
Уистер был членом нескольких литературных обществ и Американской академии искусств и наук. В 1898 году Уистер женился на Мэри Чаннинг. У пары родилось шесть детей. Жена Уистера умерла в 1913 году.

## Анализ
Роман «Виргинец» называют «литературной вехой». От этого романа «обычно отсчитывают историю жанра вестерна». Он был несколько раз экранизирован, а фраза главного героя «Улыбайся, когда называешь меня так!» (When you call me that, smile!) стала крылатой. Уистер вместе с другими писателями сделал ковбоя «уважаемой фигурой серьёзной прозы» и в то же время превратил его в «американского народного героя и популярного вымышленного персонажа».
Из других произведений Уистера выделяют рассказ «Падре Игнасио» (Padre Ignazio, 1900) — о католическом священнике, который возглавляет приход на Западе. Этот рассказ закладывает «идейный настрой и стилистику подлинного вестерна».

## Память
- С 1978 года в Университете Вайоминга выходит литературно-художественный журнал «Owen Wister Review». До 1996 года он выходил дважды в год, а с 1997 стал ежегодником.
- В национальном парке Гранд-Титон есть Гора Уистера, названная в честь писателя.
- Возле дома в Ла-Месе, который Уистер построил, но никогда в нём не жил, есть улица Уистер-драйв.
- В Ла-Месе есть переулок, названный в честь Виргинца, и Молли-Вуд-авеню.
- С 1991 года за вклад в развитие вестерна вручается ежегодная американская Премия Оуэна Уистера.

## Экранизации
- 1914 — Виргинец
- 1923 — Виргинец
- 1929 — Виргинец, в главной роли Гэри Купер
- 1946 — Виргинец, в главной роли Джоэл Маккри
- 1962—1971 — Виргинец
- 2000 — Виргинец, в главной роли Билл Пуллман